# Johann Daniel Major

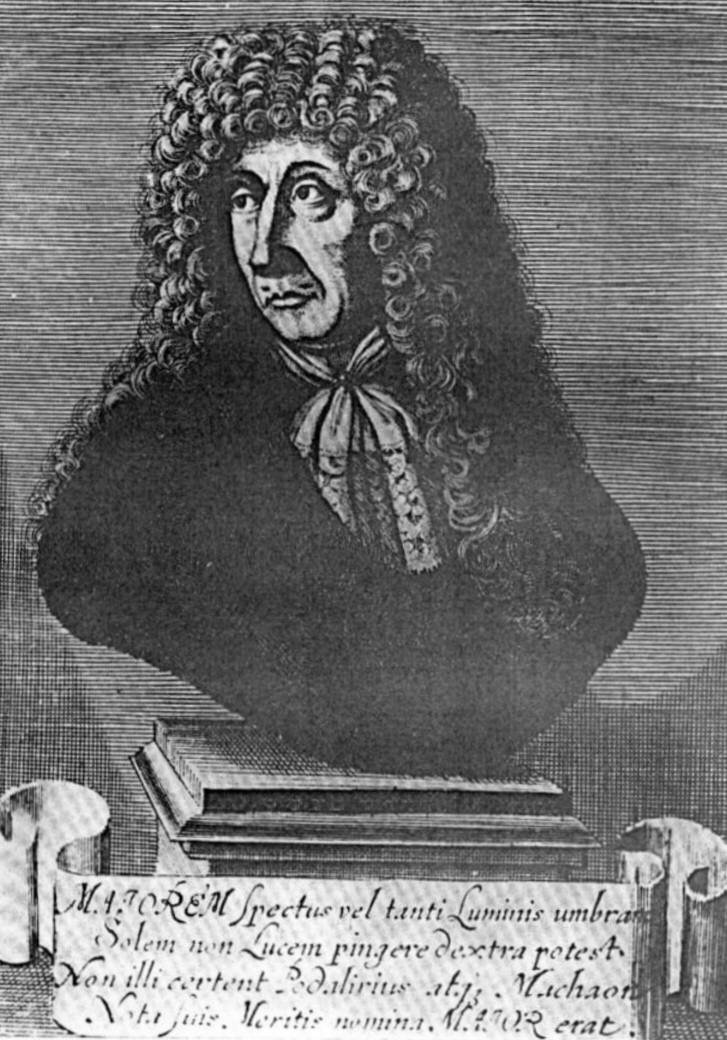
Johann Daniel Major, vor 1651

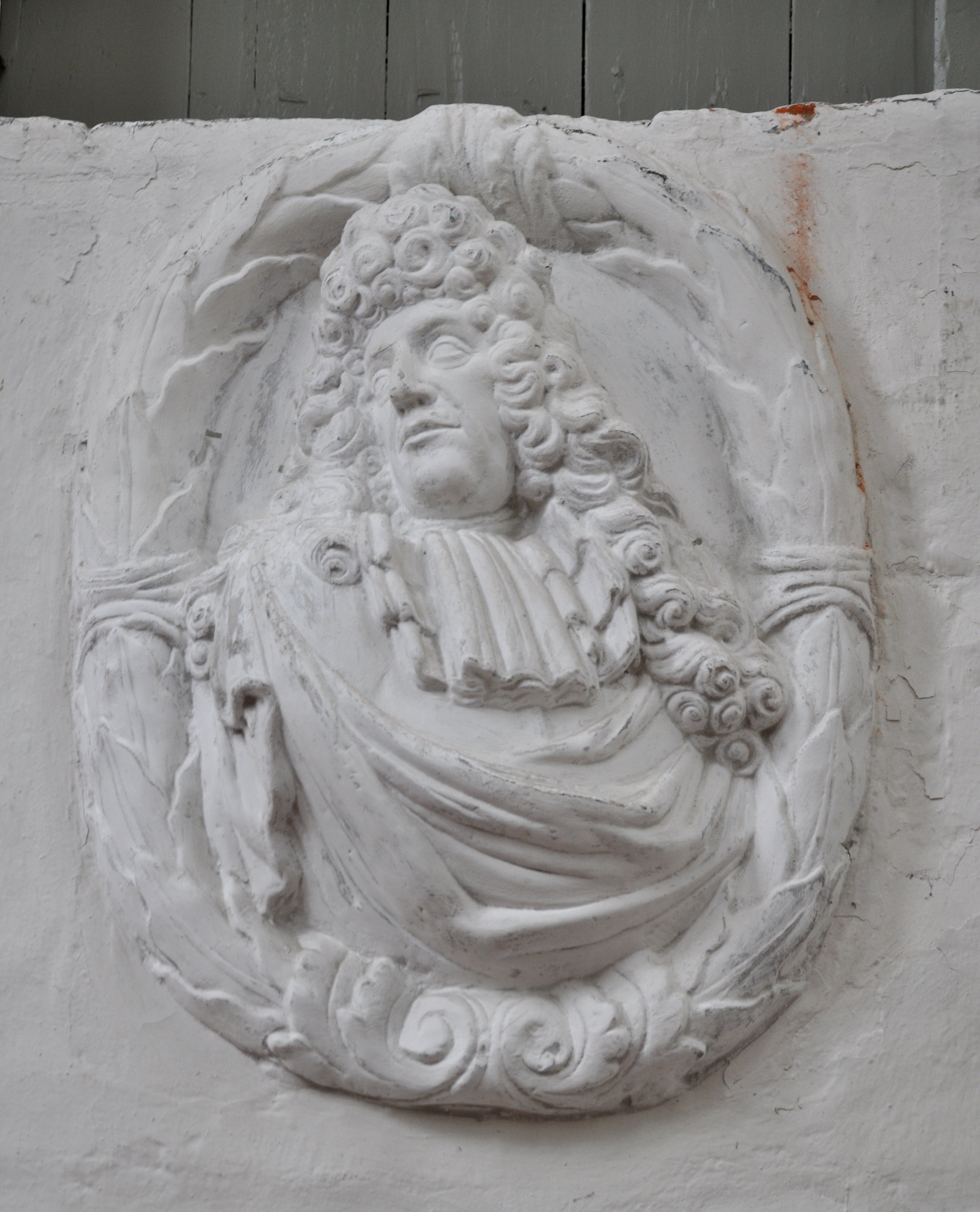
Porträtrelief zur Erinnerung an Johann Daniel Major in der Klosterkirche Bordesholm, Theodor Allers zugeschrieben

Johann Daniel Major (* 16. August 1634 in Breslau; † 23. August 1693 in Stockholm) war ein deutscher Universalgelehrter und Gründungsprofessor an der Universität Kiel.

## Leben
Als Sohn des Breslauer Rektors des Elisabet-Gymnasiums Elias Major (1587–1669) geboren, war er ein Schützling des berühmten barocken Dichters Christian Hofmann von Hofmannswaldau, er studierte zunächst an der Universität Wittenberg und der Universität Leipzig Medizin und Physik, betrieb daneben kunsthistorische Studien und ging dann an die Universität Padua, wo er zum Doktor der Medizin promoviert wurde. Nach Stationen in Wittenberg und Hamburg, wo er als Pestarzt praktizierte und sich einen Namen machte, wurde Major 1665 mit 31 Jahren an die neu gegründete Universität Kiel berufen, um dort Medizin und Botanik zu lehren. Am 24. Mai 1664 wurde er mit dem akademischen Beinamen Hesperus I. als Mitglied (Matrikel-Nr. 29) in die Academia Naturae Curiosorum, die heutige Deutsche Akademie der Naturforscher Leopoldina, aufgenommen.
Major erregte rasch Aufsehen, weil er erstmals in Norddeutschland öffentliche Sektionen (an hingerichteten Verbrechern) vornahm, zudem sorgte er für die Einrichtung eines Hortus medicus, der sich an dem Garten der Universität Padua orientiert haben dürfte. Daneben war Major auch als Literat tätig, so verfasste er 1670 eine bemerkenswerte, heute aber vergessene Utopie namens See-Farth nach der Neuen Welt ohne Schiff und Segel, in der er das Reich Cosmophorum, das ideale Land der freien Wissenschaften, beschrieb. Major vertrat die Ansicht, ein guter Gelehrter müsse sich in allen Wissenschaften auskennen; so arbeitete er an Skizzen für Fluggeräte, widmete sich als Polyhistor zudem bald mit Eifer der Archäologie und baute in Kiel das öffentliche Museum Cimbricum auf. Zur Eröffnung 1688 ließ Major eine Gedenkmedaille prägen und druckte einen Museumsführer. Seine Schriften über die Ordnungsprinzipien von Sammlungen machten Major neben Samuel Quiccheberg zu einem Begründer der Museologie.
Ein Jahrhundert, bevor die Forschungsrichtung der Archäologie im engeren Sinne begründet werden sollte, öffnete der Kieler Professor mithilfe von Studenten und von Bauern, die der Herzog zu diesem Zweck abkommandieren ließ, mehrere prähistorische Grabhügel und entwickelte in seinem Werk Bevölckertes Cimbrien (1692) die – damals – aufsehenerregende Theorie, die Ureinwohner der kimbrischen Halbinsel stammten von Noahs Enkel Gomar ab und seien bald nach dem Turmbau zu Babel über Russland und Schweden nach Jütland gelangt. Zwar hatte man schon vorher geglaubt, die Jüten und Kimbern auf Gomar zurückführen zu können, doch Major widersprach der vorherrschenden Ansicht, die „Ureinwohner“ Schleswigs und Holsteins seien über die Ostsee gekommen, und sprach sich mit durchaus „modern“ anmutenden Argumenten für den Landweg aus.
Major war entschlossen, diese Hypothese durch Ausgrabungen zu bestätigen, und reiste daher 1693 über Dänemark nach Schweden; er gilt damit als einer der frühesten Forschungsreisenden im neuzeitlichen Sinne. Doch er kam nicht weit; in Stockholm bat man den berühmten Arzt und Gelehrten, die tödlich erkrankte Königin Ulrike Eleonore zu heilen. Major konnte der Sterbenden nicht helfen; schlimmer noch: Er infizierte sich selbst und starb nur eine Woche später. Sein Leichnam sollte nach Kiel überführt und dann wie die Überreste der übrigen Kieler Professoren in der Bordesholmer Klosterkirche bestattet werden, doch das Schiff sank, und Major fand sein Grab in der Ostsee. Seine Theodor Allers zugeschriebene Büste im Lorbeerkranz ist erhalten.